# Karl von Grolman
Karl Wilhelm Georg von Grolman, född 30 juli 1777 i Berlin, död 15 september 1843 i Posen, var en tysk general. Han var son till Heinrich Dietrich von Grolman.
Grolman avancerade i preussisk krigstjänst till major, men gick 1809, missnöjd med Preussens fredspolitik, i Österrikes tjänst och deltog från 1810 på spanjorernas sida i kriget mot fransmännen. Han tillfångatogs av dem vid Valencia 1811, men lyckades 1812 fly, studerade därefter i Jena, gick 1812 åter i preussisk tjänst och utmärkte sig i befrielsekriget 1813–1814 samt 1815. Åren 1815–1819 var han chef för krigsministeriets andra avdelning och reorganiserade som sådan på ett förträffligt sätt generalstaben. Grolman förde 1825–1832 kommandot över nionde divisionen i Glogau och 1832–1843 i Posen samt utnämndes 1837 till general i infanteriet.